# وحدة شلداغ
الوحدةُ 5101 المعروفةُ باسم شَلْدَاغ (بالعبرية: שלדג؛ معناها الرفراف) وحدة قوات النخبة لسلاح الجو الإسرائيلي.
تعتبر وحدة شلداغ نخبوية وسرية، وبالتالي هناك حظر على تفاصيل أهدافها ونشاطاتها خلال السنين. ما يمكن قوله هو أنّ وحدة شلداغ تعمل في الهجوم وفي النشاطات الاستخباراتية في العديد من القطاعات، حتى وراء خطوط العدوّ، وأنّ جنودها يشاركون في عمليات خطرة مستخدمين مؤهّلاتهم الجسدية والعقلية، معرفة المنطقة وتشغيل تقنيات القتال المتقدمة. تخضع الوحدة لقوات الجو الخاصة في سلاح الجو الإسرائيلي.
في يوليو 2020 أعلنت قيادة القوات الجوية الإسرائيلية تشكيل «ذراع» جديدة في أجهزتها تضم عددا من الوحدات العسكرية، لتنفيذ مهام خاصة في عمق المعركة.
وقال الجيش الإسرائيلي إن «الذراع» الجديدة أطلق عليها اسم «جناح 7» ويقودها ضابط برتبة عقيد وتضم وحدات خاصة تابعة لسلاح الجو. وأوضح أن هذه «الذراع» ستشمل وحدة «شلداغ» المكلفة بتنفيذ عمليات في عمق أراضي العدو، وحدة الانتشال والإنقاذ، ووحدة تمهيد المهابط الأمامية ووحدة استخبارات خاصة، وسيتم في العام 2022 افتتاح مدرسة خاصة تضم جميع الوحدات التي يضمها السرب. وتهدف الذراع الجديد، حسب بيان للجيش، إلى «العمل في إطار مهمات سلاح الجو ولتوسيع حرية نشاطه عن طريق عمليات خاصة في عمق الحرب، في الحياة العادية وفي المعركة بين الحروب». وقال الجيش الإسرائيلي إن «الذراع العملياتية أقيمت في ضوء الاحتياجات العملياتية وتغيير وتوسيع التهديدات في الميادين المختلفة، كجزء من عملية شاملة لتعاظم قوة الجيش إلى جانب زيادة الفاعلية العملية للوحدات العسكرية». وأضاف أن «هذه الذراع ستشكل مركبا مكملا وخاصا لنشاط سلاح الجو عن طريق عمليات خاصة في العمق، عادية وطارئة لتنفيذ مهام القوات الجوية».

## التأسيس
تأسست وحده شلداغ في العام 1974 بعد انتهاء حرب اكتوبر «يوم كيبور» عام 1973 , وقد تم تأسيس هذه الوحدة الخاصة على يد موكي بيتزر وهو أحد متطوعي وحدة سريت ميتكال الخاصة الاسرائيليه والذي جذب لهذه الوحدة الجديده العديد من مقاتلي ومتطوعي وحدة سريت ميتكال. وبعد تأسيس هذه الوحدة فأنها خدمت كقوه احتياطيه لوحده سريت ميتكال وكان يطلق عليها اسم «كتيبة العمل في الهواء», ثم بعد ذلك بدعم من نائب رئيس هيئة الأركان في حينه، رفائيل ايتان، تقرر في يناير 1977، جعلها وحدة عادية، وكان قائد الوحدة النظامية والمقاتلين جاءوا من سايريت شاكيد، وكانت تابعة كوحدة من وحدات المشاة والمظليين. ومع تركيز الجيش الإسرائيلي على إنشاء الوحدات الخاصة تم تدريبها وإدخال عناصر جديدة لها بما سمح لأن تصبح ضمن القوات الجوية الخاصة التي تعمل ضمن مهام تنفيذ خاصة.

## المهام
المهمة الاساسيه لوحده شلداغ هو الانتشار بشكل مخفي في الساحات القتاليه والعدائيه من اجل القيام باعمال الاستطلاع الخاصة.

في الواقع لا نعرف عن شلداغ كثيرًا، ونخمّن فقط وفقا للمعلومات التي سمح بنشرها على مرّ السنين.

تميل وحدات مثل شلداغ إلى إثارة الخيال، وكونها معروفة بـ «الشقيقة الصغرى لسرّية الأركان العامة أو سريت ميتكال»، أمر يضيف الفضول فقط.

تعتبر شلداغ واحدة من وحدات الكوماندو المختارة في الجيش الإسرائيلي.

النشاط السرّي الذي تحت أمانتها ظهر وكأنه مهمّ جدّا، وأيضًا كما يليق بمحاربي كوماندو المختارين، فإنّ محاربي شلداغ مزوّدون بمجموعة متنوعة من المؤهلات المطلوبة التي تتجاوز كثيرًا أغراضها المميّزة والمحدّدة. وهذا تحديدًا هو الفرق بين محاربي الكوماندو ومحاربي الوحدات الخاصة؛ فمحاربو الكوماندو مؤهلون تقريبًا لكل أنواع القتال، وبأي صورة، من أجل أن يتمكّنوا من العمل بالشكل الأفضل في جميع الظروف.

تتخذ وحده شلداغ من قاعدة بالماتشيم الجوية كمركز قيادة.

## التسليح
بشكل خاص يتسلح مقاتلي وحده شلداغ بالتالي:
- بندقيه.
- بندقية M4ِِA1 مزوده بقاذف رمانات نوع.
- مسدسات Glock 17 و 19.[4]
- قناصات Mauser SR 82/66.

## الزي الرسمي
نفس زي سلاح الجو الإسرائيلي وهو البدلة البنية العسكرية، بالاضفة لأحذية سوداء ورمادية وقبعة سلاح الجو. وما يميزهم شعار الدبوس الذي يلبس على البدلة العسكرية.

## العمليات التي شاركت بها
عملية الليطاني في جنوب لبنان عام 1978:حيث قامت باعمال الاستطلاع قرب مدينه حاصبيا اللبنانيه، وفي هذه العملية خسر قائد الوحدة ساقه في انفجار لغم.
عملية أوبرا 1981:
انتشرت شائعات مصدرها صحف اجنبيه تقول ان وحده شلداغ كانت من المشتركين في عمليه قصف المفاعل النووي العراقي صيف عام 1981 «مفاعل اوزيراك أو تموز» في العملية «اوبرا». لايوجد دليل على اشتراك هذه الوحدة لكن لا يمكن نفي مشاركتها مطلقا.
عمليه السلام للجليل عام 1982 في لبنان: مع اندلاع القتال في حرب لبنان الأولى (1982)، عملت وحده شلداغ بواسطة قوّتين رئيسيّتين: الأولى وصلت لمنطقة البقاع في لبنان، التي كان يسيّطر عليها الجيش السوري، وساعدها سلاح الجوّ في تدمير بطاريات صواريخ أرض-جوّ ومدافع مضادّة للطائرات. أما القوة الثانية فقد احتلّت المتحف في بيروت، والذي تحصّن فيه الكثير من المقاومين اللبنانيين والفلسطينيين، وشاركت في معارك أخرى داخل المدينة ضدّ مقرّات منظمة التحرير الفلسطينية المحصّنة.

قبل معركة المتحف، وجد ضابط الاستخبارات التابع لوحدة لشلداغ تخطيطًا دقيقًا للمبنى في الأرشيف الوطني في بيروت، وبعد ذلك دخل المحاربون في وقت واحد من خلال الفتحات وأغاروا بإطلاق النار والقنابل على المقاومين المحصّنين المدهوشين. وصف روسو، الذي كان حينذاك قائدًا لإحدى كتائب الوحدة، في مُقابلة في الماضي قائلا: «وضعنا مادّة متفجّرة على جدار المبنى. ظنّنا أن يُنشئ ذلك ثقبًا في الجدار، ولكننا في الواقع قمنا بتفجير المكتبة الوطنية في بيروت، وهطل عليها وابل من الأوراق. وقد اقتحموا المتحف تحت نيران الـ آر.بي.جي». أدار محاربو شلداغ المعركة أمام رجال فتح المتوزّعين بين التحف القديمة.
عمليه موسى في السودان واثيوبيا 1984-1985 وعمليه سليمان 1991: أخذت وحدة شلداغ دورًا رئيسيًا في «عملية موسى» لجلب يهود إثيوبيا للبلاد، بين عامين 1984 - 1985. وقد نشطت بشكل كبير في المجال حتى تم الكشف عن العملية في الصحافة الإسرائيلية. في عام 1991 ازداد الوضع سوءًا وقررت إسرائيل بأنه يجب نجدة يهود إثيوبيا وإحضارهم إلى إسرائيل بسرعة. خلال 34 ساعة، تم جلب نحو 14,400 يهودي إلى البلاد في «عملية سليمان». وقال ضابط سابق في شلداغ في عام 2010: «أذكر أن كل الوحدة كانت مطلعة على العملية. وسمع الجميع عنها وأرادوا المشاركة. واتصل الكثير من جنود الاحتياط وقالوا:» أنا أريد المشاركة أيضًا«. اخترعنا الأدوار والمهامّ من أجل أن يشترك أكبر عدد ممكن. وكان إحساس لدى الجميع بأننا ذاهبون للخروج من مصر».
عمليه تصفيه الحساب 1993 وعناقيد الغضب 1996: شاركت الوحدة في عمليات «تصفية الحساب» (1993) و«عناقيد الغضب» (1996). وبعد نشاطها في عملية «عناقيد الغضب»، تحت قيادة جال هيرش (في وقت لاحق كان قائد شعبة الجليل خلال حرب لبنان الثانية)، تلقّت شلداغ ميدالية رئيس الأركان.
انتفاضه الاقصى عام 2000: تم دمج وحدة شلداغ أيضًا في نشاطات خلال انتفاضة الأقصى. شاركت شلداغ في جزء من العمليات وفي استهدافات كثيرة. من بين أمور أخرى، نفذت الوحدة في تشرين الثاني عام 2000 استهدافًا وقتلت جمال عبد الرازق، قائد كتائب شهداء الأقصى في رفح.
حرب لبنان الثانية 2006: في حرب لبنان الثانية قاتلت شلداغ في عدة عمليات، من بينها عملية «سهل وبسيط» بالتعاون مع سرّية الأركان العامة، والتي تضمّنت اختراقًا لمقرّ حزب الله في مستشفى في بعلبك. جمع محاربو الوحدة المعلومات الاستخباراتية والوسائل القتاليّة الكثيرة، وقتلوا تسعة عشر مسلحا واحتجزوا أسرى.
عملية طوفان الأقصى عام 2023: صرح قائد وحدة شلداغ للصحفيين أن قوة شلداغ وصلت بطائرة هليكوبتر إلى كيبوتس بئيري حوالي الساعة 8:30 صباحا يوم السبت السابع من اكتوبر 2023 وواجهوا إطلاق نار كثيف من كتائب عز الدين القسام. وقُتل 5 أفراد من وحدة شلداغ خلال هجوم بئيري.
- 1974-1979: موكي يتزر.
- 1979-1981: عودي ليفي.
- 1981-1982: جيورا انبار.
- 1982-1984: دورون ألموغ.
- 1984-1987: أليك رون.
- 1987-1989: ران.
- 1989-1992: بيني جانتز.
- 1992-1994: إيال سوشلين.
- 1994-1996: غال هيرش.
- 1996-1999: إيال أيزنبرغ.
- 1999-2001: روني نوما.
- 2001-2003: موني كاتز.
- 2003-2006: يهودا لي.
- 2006-2008: بواز هيرشكوفيتز.
- منذ العام 2008 تتكتم إسرائيل عن قائد هذه الوحدة.

## اقرأ أيضا
- الجيش الإسرائيلي
- وحدة إيجوز
- وحدة جبال الألب